# Боричів узвіз
Бо́ричів узві́з — узвіз у Подільському районі міста Києва, місцевість Поділ. Пролягає від Боричевого Току до Набережно-Хрещатицької вулиці.
Прилучаються Поштова площа і вулиця Петра Сагайдачного.

## Історія
Вулиця пов'язана з Боричевим узвозом, згадуваним у «Повісті минулих літ» та у пам'ятці давньоруської літератури XII століття «Слово о полку Ігоревім». Цей давній Боричів узвіз являв собою дорогу, яка з'єднувала нижню, наддніпрянську, і нагірну частини міста, Поділ із Горою.
Назву Боричів узвіз отримала у 1869 році нижня частина тодішньої Трьохсвятительської вулиці (не мала відношення до сучасної вулиці з такою же назвою), відображаючи тогочасні уявлення істориків, щодо розташування літописного Боричевого узвозу, що робило б його однією з найдавніших вулиць Києва. 
Згодом з'явились інші версії розташування давнього Боричевого узвозу (по трасі Андріївського узвозу, по схилу Андріївської гори), і станом на початок 21 століття серед наукової спільноти не сформувалось єдиної думки щодо цього питання.

## Будівлі, що мають архітектурну та історичну цінність
- № 13 (будівля елеватора млина Лазаря Бродського; 1907), нині один із відділів Національної бібліотеки України імені Ярослава Мудрого.
- Будинки № 5 та 8 споруджені на межі XIX–ХХ століть.

## Зображення

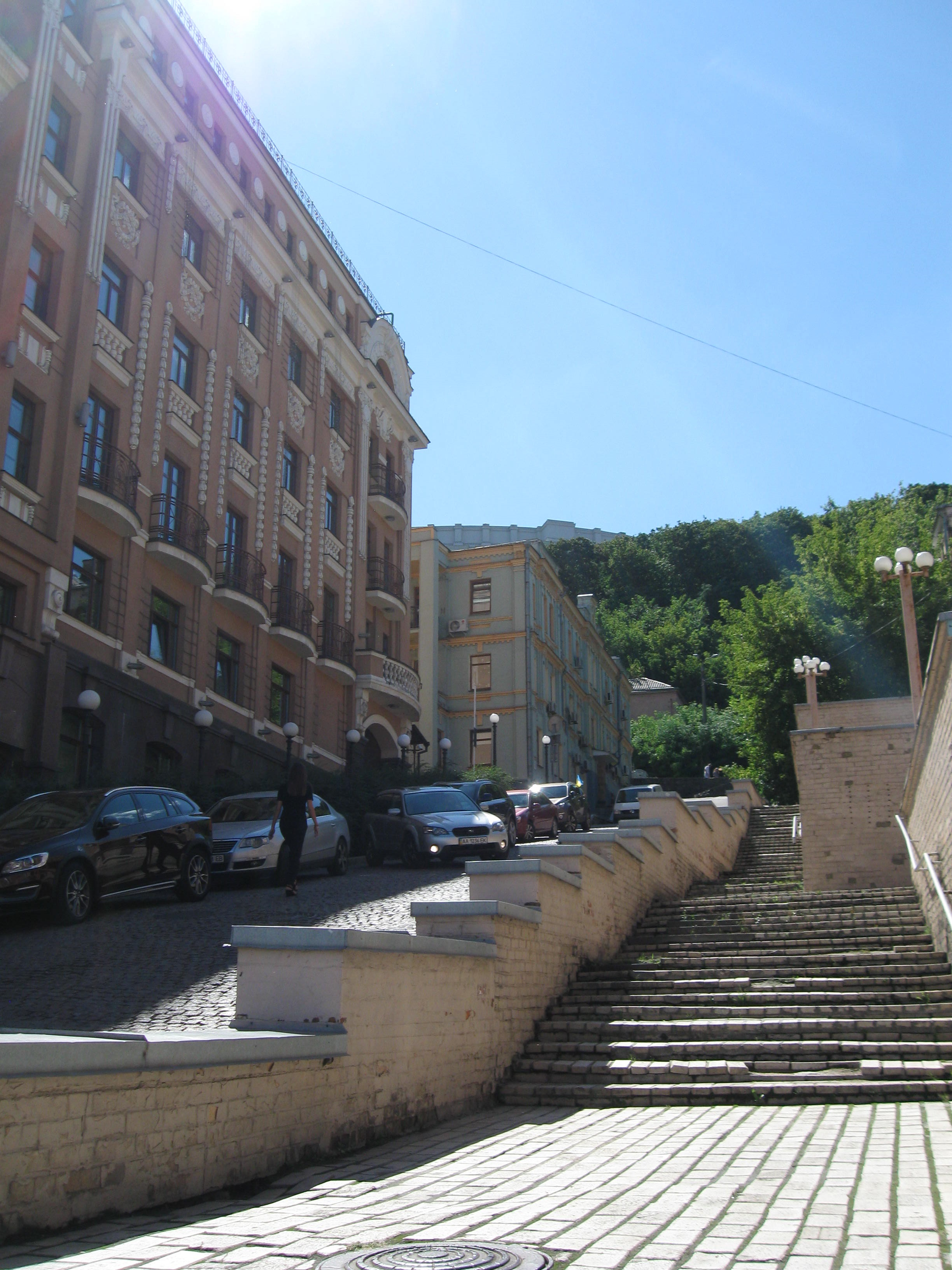
Боричів узвіз, верхня частина